# Schneider (Indiana)
Pour les articles homonymes, voir Schneider.
La ville de Schneider est située dans le comté de Lake, dans l’État de l’Indiana, aux États-Unis. Sa population s’élevait à 277 habitants lors du recensement de 2010, estimée à 263 habitants en 2017. C’est la plus petite localité incorporée du comté.

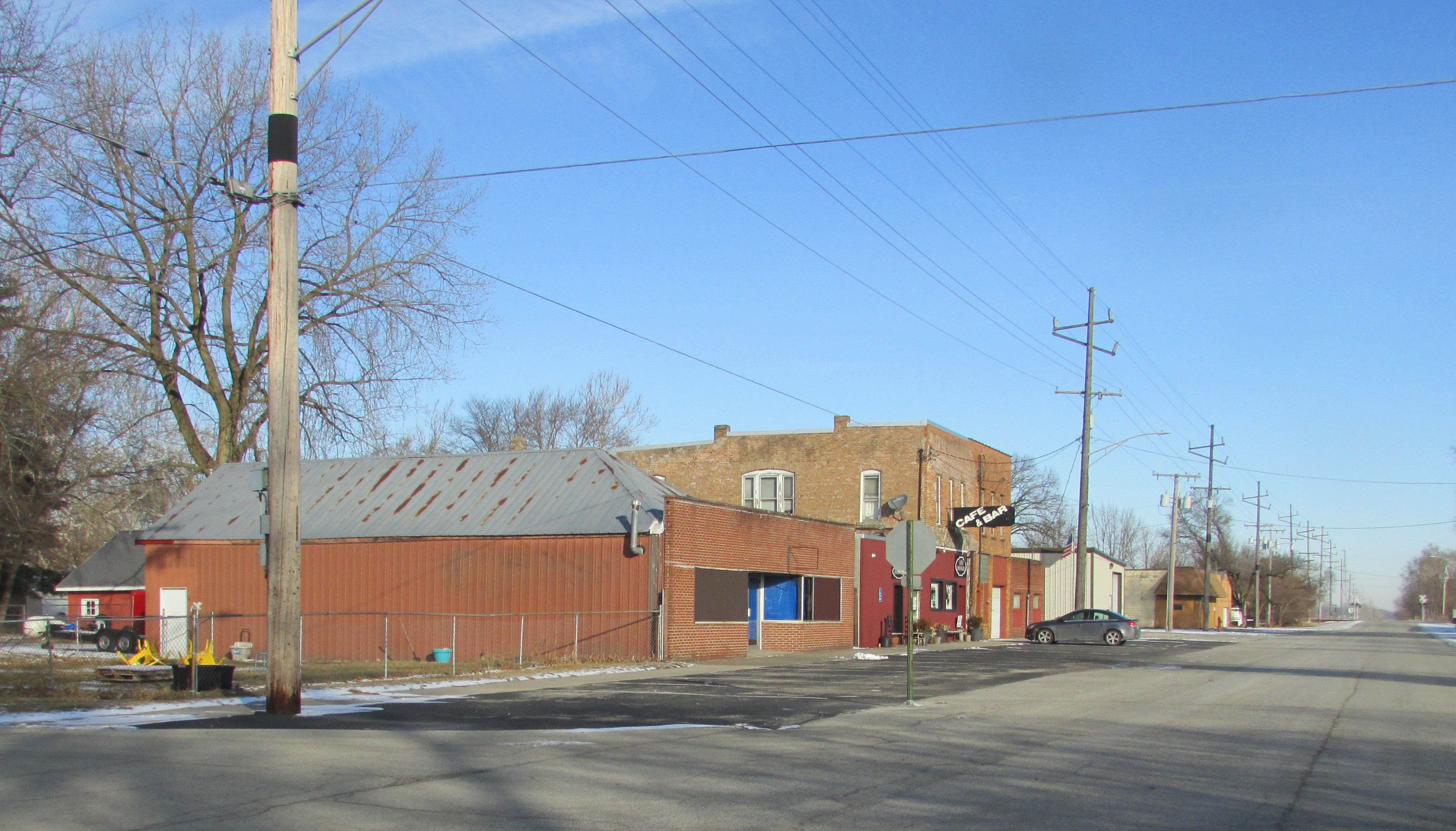
Quartier commercial

## Histoire
Le bureau de poste de Schneider a ouvert en 1902.

## Source
- (en) Cet article est partiellement ou en totalité issu de l’article de Wikipédia en anglais intitulé « Schneider, Indiana » (voir la liste des auteurs).

1. ↑  (en) « Lake County », Jim Forte Postal History (consulté le 21 décembre 2014).